# Рат против Цезарових убица
Рат против Цезарових убица или Ослободилачки грађански рат је назив за оружани сукоб који се од 43. до 42. п. н. е. у Римској републици водио између некадашњих присталица и наследника Јулија Цезара окупљених у Други тријумвират на једној, те републиканаца окупљених око Цезарових убица на другој страници. Иако су Ослободиоци на почетку имали успехе те успоставили поморску надмоћ на Медитерану, у великој копненој бици код Филипа је тријумвирска војска Марка Антонија и Октавијана однела одлучујућу победу нагнавши Цезарове убице Брута и Касија да изврше самоубиство. Иако су се у следећих десет година бележили мањи сукоби, овај је рат представљао последњи покушај да се у Риму обнови стари републикански режим, те се симболички сматра завршетком Римске републике.